# Бойня в «Lane Bryant»
Массовое убийство в магазине одежды «Lane Bryant» (Тинли-Парк, США) произошло 2 февраля 2008 года. В результате перестрелки погибло 5 женщин. Убийство не было раскрыто, однако в 2023 году следователи по этому делу заявили что новейшие технологии существенно повысили шансы на поимку виновника этой трагедии.

## Событие преступления
2 февраля 2008 года в находящемся в крупном ТЦ магазине «Lane Bryant» были расстреляны четверо покупательниц, одна из продавщиц и менеджер. Все они были убиты, выжила лишь работница. Полиция получила экстренный вызов о произошедшем массовом убийстве в 10:45. Полиция оцепила торговый центр, но позже оцепление было снято, так как стало ясно, что преступник покинул здание. 
Свидетели описали стрелявшего как чернокожего мужчину с толстыми косичками и залысинами, ростом 173—175 сантиметров и весом более 100 килограммов, одетого во все чёрное. Следствие сделало выводы, что всё начиналось с ограбления, но что-то пошло не так (возможно его кто-то узнал), и преступнику пришлось убить всех свидетелей.
Личности погибших были быстро установлены:

- Конни Р. Вулфолк (37 лет);
- Сара Т. Шафрански (22 года);
- Кэрри Худек Кьюзо (33 года);
- Рода Макфарланд (42 года), работала менеджером магазина;
- Дженнифер Л. Бишоп (34 года).

Возраст и личность выжившей жертвы скрывается полицией.

## Расследование
Полиция опубликовала фоторобот подозреваемого 11 февраля того же года и получила множество звонков от граждан, которые высказывали свои предположения о личности убийцы. За помощь в поимке убийцы было назначено вознаграждение в размере 100 000 $. Тем не менее,  личность стрелка осталась неизвестной.
За 15 лет следствие проверило 750 человек на причастность к этому преступлению. В 2022 году следственная группа по этому делу была расширена. 

## Последствия
Руководство «Lane Bryant» предложило родственникам жертв помощь в организации похорон. Впоследствии эта компания создаст фонд памяти пятерых погибших женщин.
Магазин, где произошло массовое убийство, долгое время пустовал, однако в 2013 году его арендовала сеть «T.J. Maxx».